# Vlagyimir Pavlovics Palej
Vlagyimir Pavlovics Palej herceg és von Hohenfelsen gróf (oroszul: князь Владимир Павлович Палей, németül: Graf Wladimir Pawlowitsch von Hohenfelsen; Szentpétervár, 1896. december 28./1897. január 9. – Alapajevszk, 1918. július 18.) orosz és német nemes, költő, műfordító. 1918-ban kivégezték a bolsevikok.

## Élete

### Származása és ifjúkora
Vlagyimir Pavlovics Palej 1897-ben jött világra Pavel Alekszandrovics orosz nagyherceg és Olga Valerianovna Karnova törvénytelen gyermekeként. Pavel Alekszandrovics nagyherceg II. Sándor cár legkisebb fia volt, akinek első felesége 1891-ben hunyt el gyermekszülés közben. Olga Valerianovna Karnova egyszerű polgári felmenőkkel bírt, majd 1884-ben nőül ment Erik Gerhard Augusztyinovics von Pistohlkors (1853–1935) német kisnemesi származású cári ezredeshez, akitől három gyermeke született. Pavel nagyherceg és Olga Valerianovna 1893-ban kezdtek viszonyt, miután az asszony házassága már zátonyra futott férjével. A nagyherceg kérvényezte Olga Valerianovna válását unokaöccsénél, II. Miklós cárnál, az uralkodó viszont csak azzal a feltétellel tett eleget a kérésnek, hogy utána Pavel Alekszandrovics nem veszi el Karnovát.
1902-ben Pavel Alekszandrovics elmenekült Oroszországból szeretőjével és Vlagyimir Pavloviccsal, magukra hagyva törvényes gyermekeit, és egy livornói templomban összeházasodott szeretőjével. A cári családban nagy félzúdulást váltott ki a nagyherceg lépése, az orosz uralkodó megfosztotta őt a hadseregben betöltött posztjaitól és száműzte az országból. A család Franciaországban telepedett le, Vlagyimir Pavlovics itt töltötte gyermekkora jó részét. 1904-ben Luitpold bajor királyi régensherceg a „Hohenfelsen” grófi címet adományozta Olga Valerianovna és törvénytelen gyermekei számára, ugyanakkor ez nem jelentette a házasság elfogadását.

### Neveltetése és költői tevékenysége
Vlagyimir Pavlovicsnak szülei a körülményekhez képest a lehető legjobb nevelést biztosították. Vlagyimir gróf több nyelven beszélt, köztük angolul, franciául, németül és oroszul. Tehetsége a művészetekhez, mint például a zenéhez, az irodalomhoz hamar megnyilvánult. Magánórákat vett kedvelt tantárgyaiból, és 1910 körül francia nyelven megírta első versét, amely szűk családi körében nagy tetszést aratott. Ennek ellenére Pavel Alekszandrovics nagyherceg, aki hű akart maradni a cári család hagyományaihoz, Oroszországba visszatérve a Corps de Pages hadiakadémiára íratta be fiát.

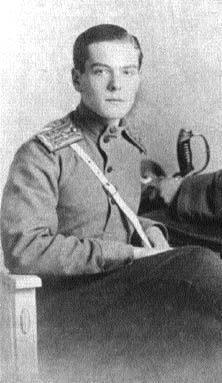
Vlagyimir Pavlovics Palej herceg 1915 körül

1914-ben Pavel nagyherceg kibékült orosz rokonaival, és második családjával visszatért Oroszországba, ahol Carszkoje Szelóban telepedtek le. 1915. augusztus 28-án, megbocsátásának jeleként II. Miklós cár elismerte Olga Valerianovnát nagybátyja feleségeként, a „Palej” hercegi címet adományozva neki és gyermekeinek. Az első világháború kitörésekor a család elvárásainak megfelelően Vlagyimir Palej herceg is csatlakozott az orosz hadsereghez. A huszársághoz lépett be, és 1915-ben vezényelték ki először a frontra. A herceg a keleti harcvonalra került, a harctéren tanúsított bátorságáért a Szent Anna-renddel tüntették ki, és hadnagyi rangot kapott. A herceg a háború alatt is írt, elsősorban szerelmi és vallási témájú, illetve a családról szóló verseket. Legtöbb művét oroszul költötte, azonban akadt köztük francia nyelven írt is, néhányat maga a herceg fordított le franciára. 1915-ben apai nagybátyja, a „KR” álnéven író és költő Konsztantyin Konsztantyinovics nagyherceg megkérte Palej herceget, hogy fordítsa le franciára egyik darabját, a A zsidók királyát. Vlagyimir Pavlovics maga is próbálkozott színmű írásával; háromfelvonásos, Fehér rózsa című darabját 1915 decemberében fejezte be. Családi bátorításra gyűjtötte össze egy kötetbe alkotásait, melyet 1916-ban jelentettek meg nyomtatásban Gyűjtemény címen. A válogatás nyolcvanhat verset tartalmazott, amelyek 1913–1916 között íródtak a legkülönbözőbb témákban. A Gyűjteményt maga Alekszandra Fjodorovna cárné pártfogolta, később a kötet eladásából származó bevételt jótékony célokra fordította.

### Fogsága és halála
1917 első napjaiban a herceg hazatért a frontról, mivel megbetegedett. Februárban forradalom döntötte meg a cári rendszert, az Ideiglenes Kormány ellenben csak a cári család veszélyesebbnek ítélt tagjait vette őrizetbe, a Palej család szabad maradhatott. Vlagyimir Pavlovics tovább folytatta a versírást, 1918-ban újabb verseskötetét adták ki. A katonai szolgálatba többé nem tért vissza. A bolsevikok hatalomra kerülése után szinte minden cári családtagot fogságba vetettek, Pavel Alekszandrovicsot előrehaladott állapotban lévő betegsége miatt nem szállították Szibériába. Noha Vlagyimir Pavlovics nem viselte a Romanov családnevet, egy nagyherceg fiaként őt is nemkívánatos személynek nyilvánították, és miután nem volt hajlandó megtagadni a cári rokonságát, 1918. április 4-én vonattal Vjatka városába deportálták. A herceg rendszeres levelezésben állt otthon maradt rokonaival; április 30-án arról tudósította őket, hogy átszállították Jekatyerinburgba.
Még Vjatkában csatlakoztak hozzá Ivan Konsztantyinovics, Konsztantyin Konsztantyinovics és Igor Konsztantyinovics hercegek, valamint Szergej Mihajlovics nagyherceg és titkára. Jekatyerinburgban került a társaságukba Jelizaveta Fjodorovna nagyhercegné és apátnő és egyik rendtársnője is. Ugyan II. Miklós cár és családja is Jekatyerinburgban voltak bebörtönözve az Ipatyev-házban, a kapcsolatot nem tudták felvenni velük. Május 18-án Palej herceget és rabtársait vonatra tették, hogy két nap múlva megérkezzenek a Jekatyerinburgtól körülbelül kétszáz kilométerre fekvő Alapajevszkbe.
Alapajevszkben a városi iskolában tartották őket fogva. Palej herceg egy szobán osztozott Szergej nagyherceggel és titkárával, Fjodor Remezzel. Még itt is nagy szabadságnak örvendtek a kezdetekben, sétákat tehettek a városban, járhattak templomba és beszélhettek a helybéliekkel. Az iskola kertjében növényeket termesztettek. Nyár elején a helyzet drasztikusan megváltozott, a társaság ténylegesen is az iskola rabja lett; az épületet magas fallal vették körül. 1918. július 18-án éjjel, egy nappal a cár és családja kivégzése után, a foglyokat alvás közben megkötözték és autókra pakolták. A rabokat a város közelében lévő bányák egyikéhez vitték. Az őrök itt puskatussal megverték, majd a bányába dobták őket. Hogy áldozataik biztosan meghaljanak, még kézigránátot is robbantottak. A robbanás betemette a foglyokat a bányába, de még napokig éltek.
1918. szeptember 28-án a fehér seregek bevették Alapajevszk városát abban a reményben, hogy még életben lelik a rabokat. A városlakók elvezették őket a bányákhoz, és a fehér katonák megkezdték a kivégzettek maradványainak összeszedését. A nyomozók és a fehér szakértők a ruháik alapján próbálták azonosítani az áldozatokat. A maradványokat újratemették az alapajevszki templomban, de nyolc hónappal később a fehér seregek feladni kényszerültek Alapajevszket. Irkutszkba vonultak vissza, és magukkal vitték a cári család maradványait is. A fehérek folyamatos hátrálásával a csontok egyre beljebb kerültek a kontinensen, végül egy pekingi orosz templomban temették el őket, amely megsemmisült a kulturális forradalom alatt.